# Pancrustacea
Pancrustacea — це клада, яка включає всіх ракоподібних, включаючи шестиногих (комах і родичів). Це групування суперечить гіпотезі Atelocerata, згідно з якою Hexapoda та Myriapoda є сестринськими таксонами, а ракоподібні є лише більш віддаленими спорідненими. Станом на 2010 рік таксон Pancrustacea вважався добре прийнятим, оскільки більшість досліджень виявили Hexapoda в складі Crustacea. Кладу також називають Tetraconata, маючи на увазі наявність чотирьох конусних клітин в омматидіях. Деякі вчені віддають перевагу цій назві, щоб уникнути плутанини з використанням "pan-" для позначення клади, яка включає групу крони та всіх її представників стовбурової групи.